# 頰帶長鰭鸚鯛
頰帶長鰭鸚鯛，為輻鰭魚綱鱸形目隆頭魚亞目隆頭魚科的其中一種，分布於西印度洋區，從坦尚尼亞桑吉巴至莫三比克英哈卡島海域，體長可達15公分，棲息在海藻床，生活習性不明，可作為觀賞魚。

## 擴展閱讀
維基物種上的相關：頰帶長鰭鸚鯛